# Priscula gularis
Priscula gularis là một loài nhện trong họ Pholcidae. Loài này được phát hiện ở Ecuador và là loài điển hình của chi Priscula.